# Helluodes
Helluodes es un  género de coleópteros adéfagos de la familia Carabidae.

## Especies
Comprende las siguientes especies:
- Helluodes devagiriensis Sabu, Abhita & Zhao, 2008
- Helluodes taprobanae Westwood, 1847
- Helluodes westwoodii Chaudoir, 1869